# Gurnos
Gurnos är en community i Storbritannien.   Den ligger i kommunen Merthyr Tydfil och riksdelen Wales, i den södra delen av landet, 230 km väster om huvudstaden London.
Gurnos ligger i den norra delen av tätorten Merthyr Tydfil.